# Verso sud
Verso Sud è un doppio dvd dei Negrita, pubblicato il 24 novembre 2006 che documenta le fasi di registrazione dell'album L'uomo sogna di volare e del concerto tenutosi nel luglio 2006.
Il primo dvd documenta le registrazioni dell'album tra marzo e novembre 2004 in Sudamerica, in diversi studi (Brasile, Argentina, Uruguay, Cile, Spagna). Contiene i videoclip de L'uomo sogna di volare e Rodando hacia el sur, versione in lingua portoghese di Rotolando verso sud.
Il secondo dvd contiene il concerto tenutosi all'Idroscalo di Milano il 15 luglio 2006 e contenuti extra come le interviste nel backstage.

## Tracce

### DVD 1
1. Partenza
2. Scalo a San Paolo
3. Santiago del Cile
4. Sale Santiago
5. Valparaíso
6. Rotolando mercato
7. Buenos Aires
8. Rotolando San Telmo
9. Cordoba
10. Montevideo
11. Salvador de Bahia
12. Io sono Michelle
13. Peu Meurray
14. Sale Bahia
15. Rio De Janeiro
16. Gabriel O' Pensador
17. Isabel Greta
18. L'anno delle bandiere brasiliane
19. Arezzo
20. Spagna
21. Sale Spagna
22. Destinati Spagna
23. Capo de Gata

Videoclip
- Sale
- Greta
- Rotolando verso sud
- L'uomo sogna di volare
- Destinati a perdersi
- Rodando hacia el sur

### DVD 2
Live
1. Cambio/Umbabarauma
2. Il mio veleno
3. Trasalcolico
4. L'uomo sogna di volare/Zig it up
5. In ogni atomo
6. Greta
7. Provo a difendermi
8. Bambole/Paz na terra
9. Hemingway
10. Ho imparato a sognare
11. Negativo
12. Magnolia
13. Rotolando verso sud
14. Alzati Teresa
15. A modo mio
16. Ehi! Negrita - Sex
17. Mama maé

Extra
- Backstage interview
- Negrita & Bersuit

## Specifiche tecniche dei DVD
DVD 1
- Formato dico: DVD-9
- Aspect ratio: 4:3 + 16:9
- Formato video: PAL
- Durata: film documentario 105 minuti + clip 27 minuti
- Formato audio: Dolby Digital 2.0
- Lingua: italiana
- Regia: Paolo Soravia

DVD 2
- Formato disco: DVD-9
- Aspect Ratio: 16:9
- Formato video: PAL
- Durata: Live 89 minuti
- Formato audio: PCM Stereo/ DTS 5.1 Surround
- Regia: Cristian Biondani

## Formazione
- Paolo "Pau" Bruni - voce e chitarra
- Enrico "Drigo" Salvi - chitarra solista
- Cesare "Mac" Petricich - chitarra ritmica
- Franco "Franky" Li Causi - basso
- Cristiano Della Pellegrina - batteria
- Itaiata De Sa - percussioni

## Curiosità
- I brani eseguiti durante il concerto erano di più, ma per ragioni di spazio Sale, Destinati a perdersi e Il Branco sono state tagliate.
- Il concerto era gratuito ed ha ricevuto oltre 15.000 presenze.[senza fonte]